# Bayerischer Präsentiermarsch
Der Bayerische Präsentiermarsch (Armeemarsch I, 11 (Armeemarsch I, 102)) ist ein Präsentiermarsch aus dem 19. Jahrhundert.

## Geschichte
Der Bayerische Präsentiermarsch wurde ursprünglich nicht zum Abschreiten einer Ehrenformation, sondern als Fahnentruppmarsch geschaffen, d. h. das Stück sollte das feierliche Bewegen einer Truppenfahne bei einem militärischen Zeremoniell umrahmen. Der um 1820 von Wilhelm Legrand in München komponierte Marsch ist daher auch als Fahnentruppmarsch 1822/23 bekannt geworden, weil er im Anhang der Königlich Bayerischen Dienstvorschrift Waffenübungen für die Königlich Bayerische Infanterie (München 1822/23) veröffentlicht wurde.
Auf dem Gebiet des ehemaligen Königreichs Bayern, also im Freistaat Bayern und in der linksrheinischen Pfalz, wird er bis heute beim Abschreiten einer Ehrenformation der Bundeswehr gespielt. Damit nimmt er eine Sonderstellung ein, da in anderen Bundesländern sonst der Preußische Präsentiermarsch gespielt wird. Diese Abweichung ist offiziell in den Dienstvorschriften der Bundeswehr festgelegt. Historische Grundlage dieser Ausnahme ist die militärische Souveränität Bayerns in Friedenszeiten, die dem Land bei der Reichsgründung 1871 zugestanden wurde.